# 8072 Yojikondo
8072 Yojikondo è un asteroide della fascia principale. Scoperto nel 1981, presenta un'orbita caratterizzata da un semiasse maggiore pari a 2,3852926 UA e da un'eccentricità di 0,1455696, inclinata di 2,57073° rispetto all'eclittica.